# 端突蛺蝶族
端突蛺蝶族（學名：Coeini）是蛺蝶科蛺蝶亞科中的一個族。端突蛺蝶族只包含兩個屬，端突蛺蝶屬和抱突蛺蝶屬。物種只分佈於新大陸，主要在南美洲的熱帶雨林。在歷史中黃肱蛺蝶屬、美域蛺蝶屬、沒藥蛺蝶屬和豐蛺蝶屬曾歸入此族，然而首三個現今被肯定歸入蛺蝶族，豐蛺蝶屬的分子數據顯示該屬為「長支系」，在任何分析中都未能確定牠的分類，卻有趣地是另一長支系黑緣蛺蝶屬的姐妹群。基於多個基因序列的數據集確認端突蛺蝶族是蛺蝶亞科中其他各族的姐妹群譜系分裂的時間仍未被研究。

## 分類
- 端突蛺蝶屬 Historis
- 抱突蛺蝶屬 Baeotus